# Пугачёвский (Оренбургская область)
Пугачёвский — посёлок в Оренбургском районе Оренбургской области. Административный центр Пугачёвского сельсовета.

## История
В 1966 г. Указом Президиума ВС РСФСР поселок центральной усадьбы совхоза «Соль-Илецкий» переименован в Пугачёвский.

## Население
| 2002 | 2010 |
| ---- | ---- |
| 907  | ↘836 |